# Archaeology
Archaeology (vollständiger Titel: Archaeology. A magazine dealing with the antiquity of the world) ist eine englischsprachige populärwissenschaftliche archäologische Zeitschrift. Sie erscheint seit dem Jahr 1948 (derzeit zweimonatlich) und wird vom Archaeological Institute of America herausgegeben.
Seit 2011 ist Claudia Valentino Chefredakteurin.